# Corde (outil)
Pour les articles homonymes, voir Corde.

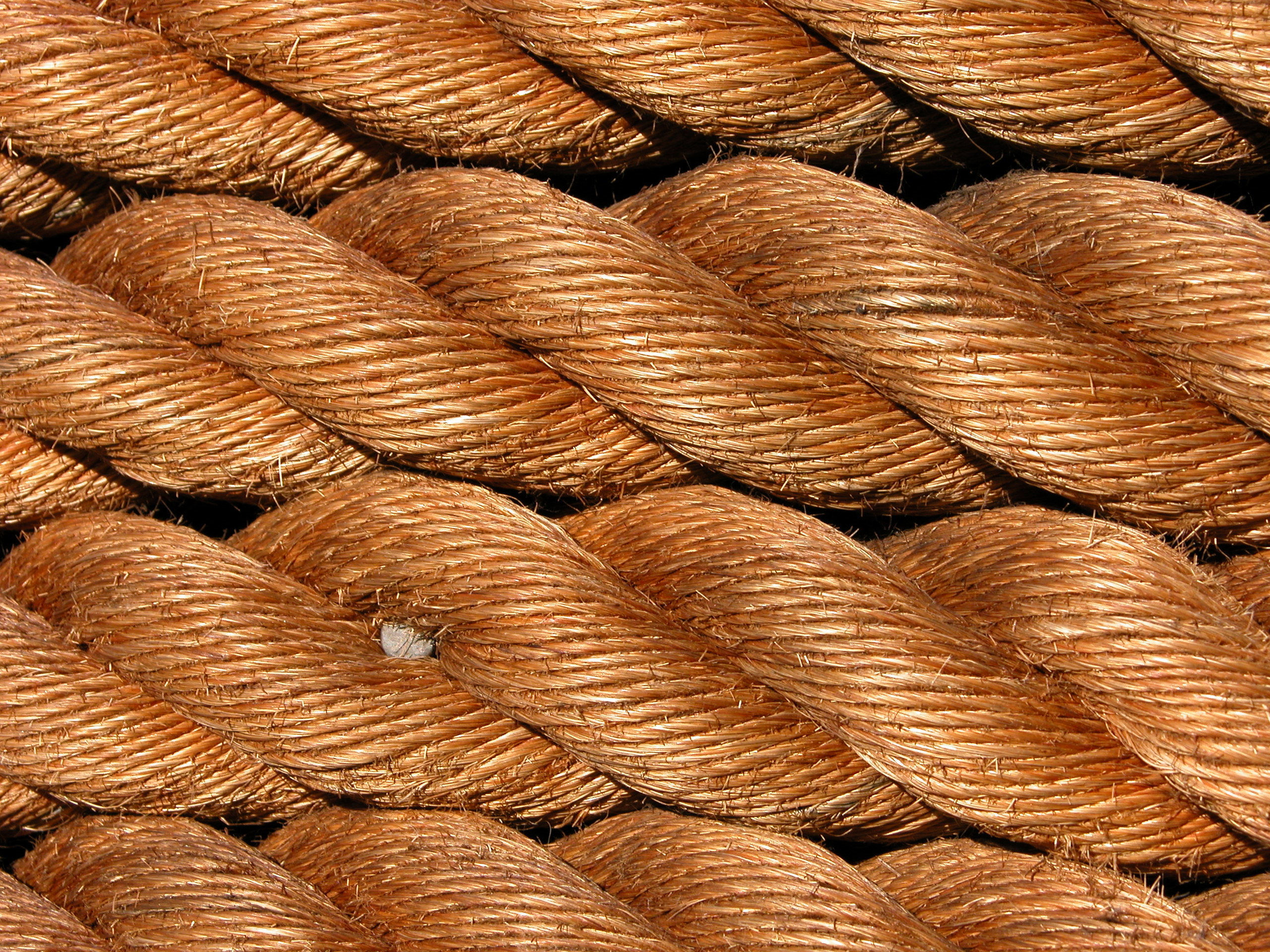
Détail d'une corde

Dans le domaine de la corderie, une corde est un corps long, flexible, résistant, rond, composé de fils tortillés et/ou tressés ensemble appelé toron. 
Les termes utilisés en marine sont filin et bout.
Il s'agit d'un câble lorsque la corde est tressée avec du métal ou qu'elle est constituée de plusieurs cordes, quels que soient les matériaux utilisés.
Le fabricant de cordes est appelé cordier.

## Propriétés mécaniques

### Matériaux

#### Fibres naturelles
Jusqu'au début du XXe siècle, la quasi-totalité des cordes faisaient appel à des fibres d'origines naturelles. On utilisait le coir (fibre de noix de coco) mais sa fragilité l'écarta rapidement de l'utilisation dès que des substituts furent proposés. Le coton et les fibres de sisal ont également servi à la fabrication de cordes, mais celles-ci étaient putrescibles, tout comme le chanvre commun et le chanvre de Manille.

#### Fibres synthétiques
On peut faire des cordes avec de nombreux matériaux différents, en fonction des propriétés qu'on souhaite obtenir.
Les cordes en polypropylène ont pour principal atout d'être légères, au moins de flotter sur l'eau, tout en restant peu coûteuses ; cependant, elles vieillissent très mal, car sensibles à la corrosion et aux UV, et finissent par devenir cassantes.
Les cordes en nylon, aujourd'hui très répandues, offrent une élasticité exploitable pour l'alpinisme principalement, ne flottent pas, et perdent jusqu'à 20 % de résistance lorsque mouillées.
Le Kevlar et l'HMPE sont également utilisés pour des cordes à haute résistance, mais sont rigides, peu élastiques et cassantes. Celles-ci sont utilisées pour l'activité maritime.
Constituées d'acier, elles sont nommées câble.

### Résistance
Il existe des cordes de plusieurs types, qu'on distingue par leur grosseur, leur fabrication, leurs usages, leurs matières et leurs caractéristiques propres (élasticité, limite de rupture, résistance à l'usure, résistance aux agents chimiques…). Par exemple, une corde de chanvre de 12 mm de diamètre a une charge de rupture d'environ 1 100 kg[réf. nécessaire] alors qu'une corde de nylon de même diamètre aura une charge de rupture de 2 700 kg[réf. nécessaire].

## Historique

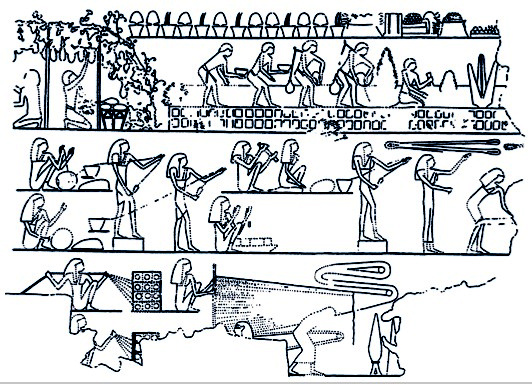
Fabrication de corde en Égypte ancienne.

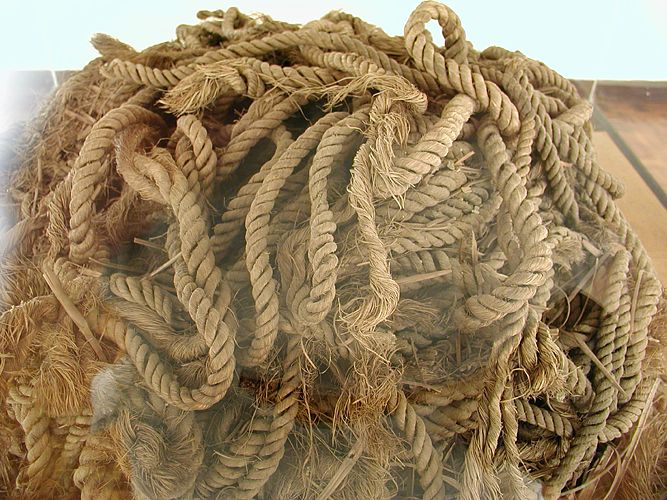
Cordes originales de la barque solaire de Khéops vers -2551

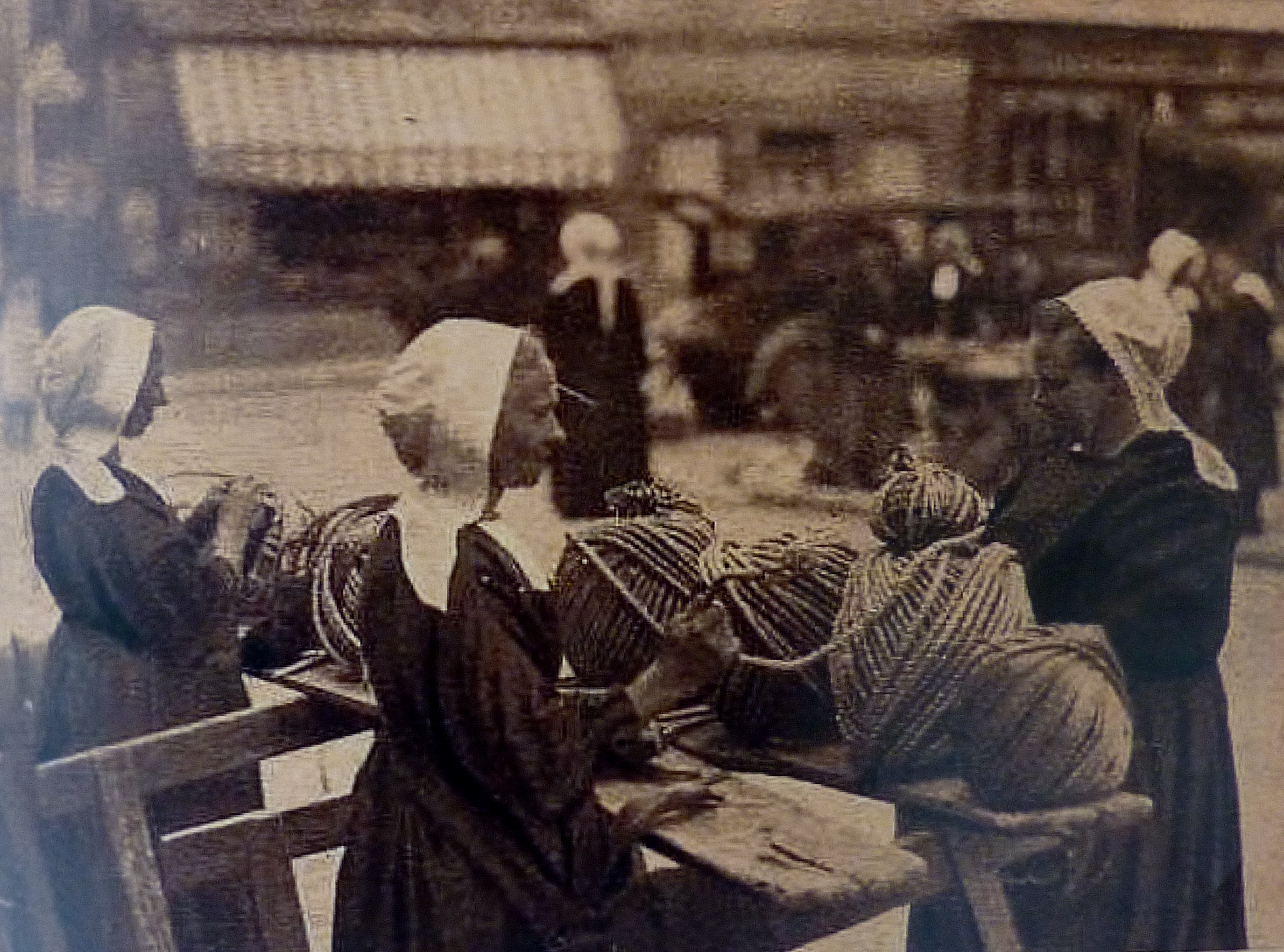
Marchandes de cordes au marché de Baud (Morbihan) au début du XXe siècle

L'utilisation de cordes pour la chasse, pour le déplacement d'objet par traction, pour fixer, transporter ou lever, remonte à la préhistoire. Il est probable que les plus anciennes « cordes » sont simplement de longues lianes de fibres végétales, telles que les branches de vigne, bientôt suivies par les premières tentatives de torsion et le tressage de celles-ci, dans le but de former de véritables cordes, telles qu'on le définit au sens actuel.
En 2020, une équipe internationale a publié une étude décrivant le moulage fossilisé d’une cordelette torsadée et composée de 3 brins eux-mêmes torsadés dont la fabrication a été attribué à l’homme de Néandertal. Les fibres ont été identifiées comme provenant probablement d’un conifère. Cette découverte a été faite dans l’abri du Maras en Ardèche et a été datée entre 50 000 et 39 000 ans av. J.-C..
Des traces de cordages de chanvre ont été découvertes en Tchécoslovaquie en 1997, faisant remonter probablement la maitrise de cette technique à 26 900/24 000 ans avant notre ère. Des fragments fossilisés de corde à trois brins torsadés pour un diamètre de 7 mm à 8 mm ont aussi été mis au jour par André Glory dans les grottes de Lascaux, ce qui est une preuve concrète de la création d'une corde 17 000 ans av. J.-C.

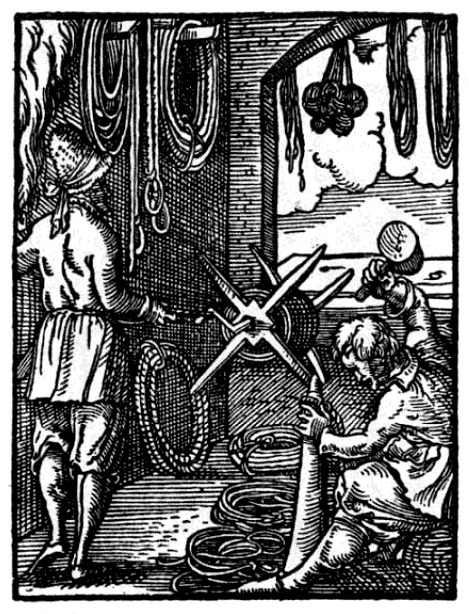
Représentation historique d'un cordelier au XVI.

Par la suite, la fabrication de cordes se retrouve en Égypte ainsi que le présentent la palette de la chasse et la palette au taureau datées entre 3250-3100 av. J.-C. Les cordes égyptiennes étaient faites à base de fibres de roseau ou de cheveux humains. D'autres cordes dans l'Antiquité ont été confectionnées à partir des fibres de palmier, de lin, d'herbe, de papyrus, de cuir, ou de laine. Ces cordes ont été destinées à la traction de lourdes pierres par des milliers de travailleurs dans la construction de leurs édifices. À partir de 2800 av. J.-C. environ, la civilisation chinoise employait déjà le chanvre comme fibre de base. L'artisanat de la corde s'est ainsi propagé et complété au cours des nombreux siècles suivants, à travers l'Europe, l'Inde et l'Asie.
Au Moyen Âge (du XIIIe siècle au XVIIIe siècle), la technique de production est beaucoup perfectionnée, l'on était ainsi capable de produire des cordes longues de plus de 300 m. Ces longues cordes sont énormément sollicitées dans le transport maritime, puisque chaque bâtiment requérait bientôt plusieurs kilomètres de cordages pour les voiles, l'arrimage et l'amarrage. 
Les cordes sont fabriquées à la main jusqu'en 1775, date à laquelle l'Anglais Richard Marsh invente une machine à tresser.
Les cordes synthétiques existent depuis les années 1950.

## Entretien et stockage
La corde est un ensemble de fibres assemblées les unes aux autres tout en restant légèrement mobiles. Lorsqu'une corde est sale, la terre et l'humidité peuvent faire pourrir certaines cordes en fibres naturelles. Quelles que soient les fibres, les micros éléments (sable, gravillons) qui s'y incrustent sectionnent une à une les fibres qui la composent, ce qui la détruit de l'intérieur sans laisser de traces immédiatement visibles. Il est donc nécessaire de laver la corde une fois utilisée et salie, en la plongeant dans de l'eau chaude et savonnée, en la brossant, puis en la faisant sécher.
Une corde devrait dans l'idéal être stockée enroulée dans un lieu sec et à l'abri de la lumière.

## Utilisation

### Dans la construction

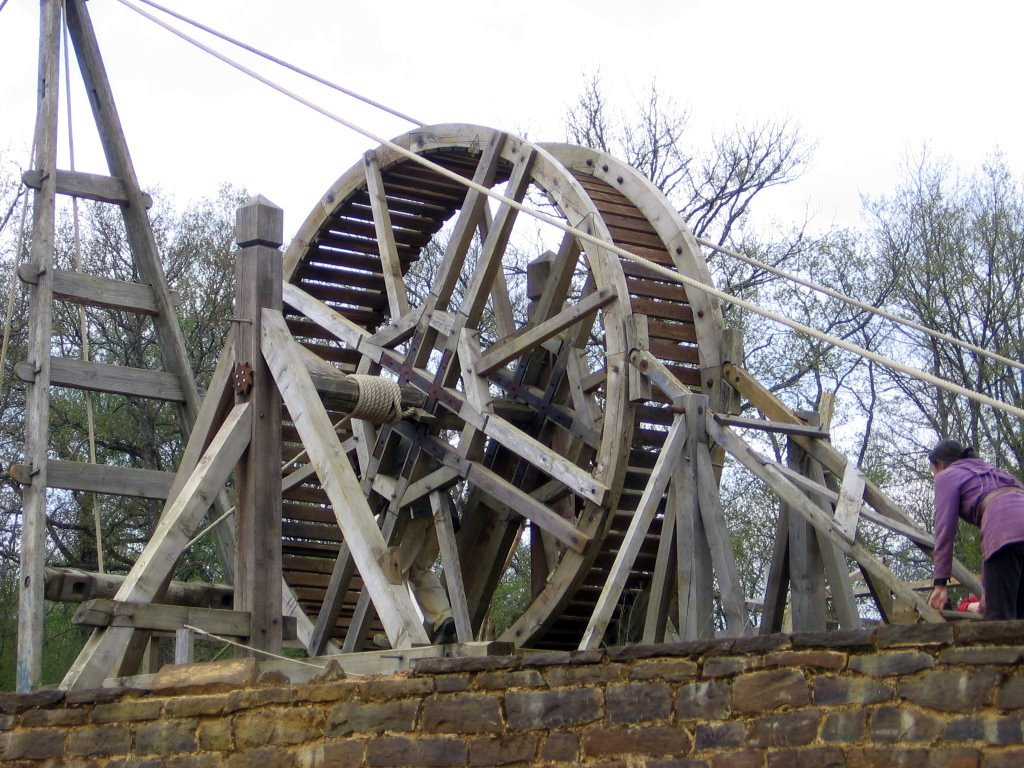
Chèvre à cage d'écureuil ou roue de carrier - Chantier médiéval de Guédelon

L'usage des cordes dans la construction tend à disparaître au profit des câbles de tractions en acier utilisés dans les treuils et grues à tour. Toutefois il a existé une grande tradition de cordage dont témoigne un  vocabulaire riche pour la décrire. Les cordes sont utilisées dans le bardage des pierre, dans les « machines » et « engins » de levage (grues, gruaux, chèvres, vindas, etc.) , dans les « échafaudages » (anciennement échafaud).

#### Vocabulaire
- Brayer - Espèce de cordage dont on se sert pour suspendre au câble les pierres, les baquets à mortier, les bourriquets à moellons, etc.[M 1].
- Brayeur - Fort manœuvre chargé de brayer la pierre, c'est-à-dire de passer les brayers sous la pierre et de les fixer dans le crochet ou esse du câble qui doit la monter[M 1].
- Cordage - Terme général qui comprend toutes les cordes, dont on se sert pour la construction des édifices[M 2].
- Cabestan - Espèce de tourniquet posé verticalement, dont le mouvement sert à rouler et à dérouler un câble[M 1].
- Câble - Cordage très-gros et très-fort dont on se sert pour enlever les pierres avec une grue, une chèvre, etc. ; cableau ou chableau - anciennement diminutif de câble[M 1].
- Écharpe - Anciennement, tout cordage lié à la tête d'une chèvre ou d'un engin, et arrêté à un pieu ou à quelque autre point pour les tenir en place[M 3].
- Éventer - Tirer avec un cordage qu'on nomme écharpe une pierre que l'on monte pour qu'elle ne touche point au mur ou aux échafaudages, et qu'elle ne s'y accroche pas, ce qui se fait ordinairement par un manœuvre qu'on nomme brayeur, c'est-à-dire celui qui est chargé de passer les brayers sous la pierre[M 4].
- Gerseau - Corde qui entoure le moufle d'une poulie, et qui sert à l'amarrer au lieu où l'on veut la placer[M 5].
- Hauban - Gros cordage qu'on attache par un bout à la tête d'une chèvre ou autre machine, et par l'autre bout à un pieu pour la tenir dans sa même direction lorsqu'on enlève quelque fardeau ; Haubaner - Attacher à un pieu ou à autre chose le hauban d'une chèvre[M 6].
- Moulinet - Treuil vertical ou horizontal, armé de leviers passés en croix transversalement pour le faire tourner, et lui faire rouler les cordages qui élèvent des fardeaux ou qui les tirent sur un plan incliné[M 7].
- Machine - Assemblage de pièces de bois disposées de manière qu'avec le secours de poulies, de moufles et cordages, un petit nombre d'hommes peuvent enlever de gros fardeaux et les poser en place, comme le vindas (un cabestan), l'engin, la grue, le gruau, le treuil, etc. qui se montent et se démontent selon le besoin qu'on en a[M 8]. Voir le vocabulaire des grues préindustrielles
- Poulie - Voir poulie (dans la construction)
- Trousse - Cordage de moyenne grosseur dont on se sert pour élever de médiocres fardeaux[M 9].
- Verboquet - Lien de cordage qu'on fait à un des bouts d'un fardeau qu'on enlève par le moyen d'une grue ou autre machine, ou au lien même du câble pour l'empêcher de tourner en montant[M 10].
- Vingtaine - Moyen cordage dont on se sert pour faire les échafaudages et pour faire les verboquets[M 10].

### Utilisation ludique

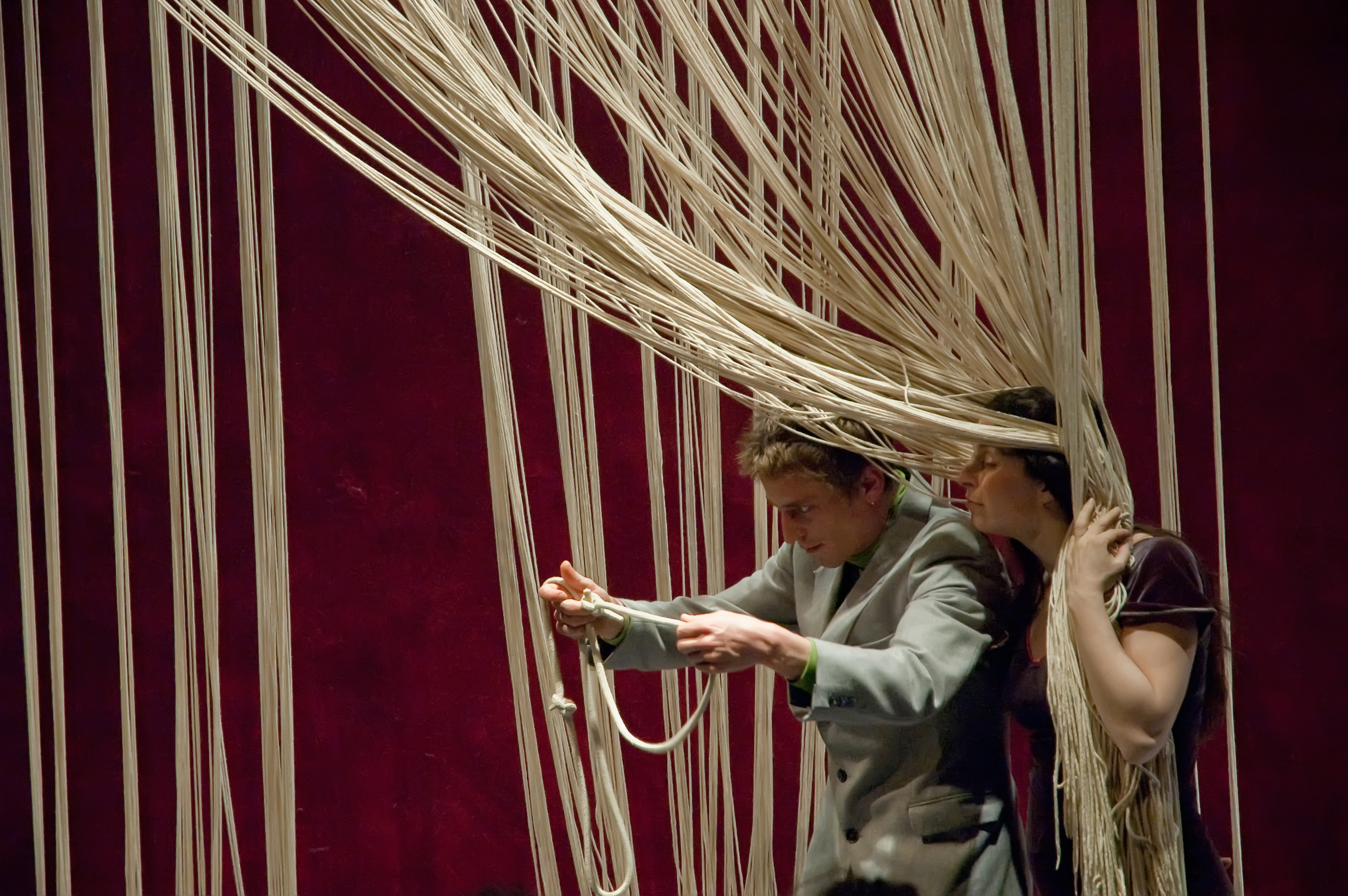
Utilisation ludique de cordes

## Expressions
- Tirer sur la corde : abuser d'une situation, d'un avantage, de la patience d'une personne.
- Lâcher la corde : lâcher prise.
- Avoir plus d'une corde à son arc : avoir plusieurs moyens de parvenir à ses fins.
- Être sur la corde raide : être dans une situation risquée.
- Être dans les cordes de quelqu'un : être de sa compétence, de son ressort.
- Pleuvoir ou tomber des cordes : pleuvoir beaucoup, à verse.
- Corde sensible : point de faiblesse émotionnelle.
- Être usé jusqu'à la corde : être très usé.
- Homme de sac et de corde : scélérat qui mérite d’être noyé ou pendu
- Virer à la corde : prendre au plus court
- Avoir la corde au cou : être dans une situation périlleuse, voire désespérée.